# كو-إن بي
في علم التعقيد الحسابي co-NP هي المجموعة المُكملة ل-NP أي: co-NP={0,1}* \ NP .

## تعريف
نقول أنَّ اللغة L تابعة ل- co-NP إذا:
يوجد آلة تيورنج M بحيث أنّ وقتها حدودي ويتحقق التالي: x ∈ L ⇔ ∀ q ∈ {0,1}poly(|x|) M(x,q)=1
في حين أنَّ |x| هو طول المُدخل x .

## علاقات مع اقسام أخرى
- معلوم انَّ P ⊆ co-NP
- في حين انه غير معلوم العلاقة بين NP و- co-NP معظم علماء الحاسوب يؤمنون بشدة: co-NP ≠ NP
- co-RP ⊆ co-NP

## امثلة
- طوطولوجيا: باعطائنا صيغة بوليانية هل هي صحيحة لكل تعويض في المتغيرات؟
- كما اوردنا سالفا كل مسألة في NP المُكمل لها في co-NP .
- مسألة GNI , باعطائنا مخططان هل هما ليسا متساويا الشكل؟